# لوئیز پریرا
لوئیز پریرا (به پرتغالی: Luís Edimundo Pereira) مدافع اهل برزیل است که در شهر Juazeiro و در تاریخ ۲۱ ژوئن ۱۹۴۹ به دنیا آمده‌است.
وی همچنین در تیم ملی فوتبال برزیل بازی کرده است.
لوئیز پریرا در تیم‌های فوتبال São Bento، پالمیراس، اتلتیکو مادرید، فلامینگو سابقهٔ حضور دارد.